# Silesia (loża wolnomularska)
Silesia - dawna loża wolnomularska Niemców wyznania mojżeszowego, której siedziba mieściła się we Legnicy (Liegnitz).
Jej numer rzymski wynosił XXXVI, zaś numer loży: 477.